# Малое Еськино
Малое Еськино — деревня в Зарайском районе Московской области, в составе муниципального образования сельское поселение Гололобовское (до 28 февраля 2005 года входила в состав Ерновского сельского округа), деревня связана автобусным сообщением с райцентром и соседними населёнными пунктами.

## География
Малое Еськино расположено на северо-востоке района, в 9 км на северо-восток от Зарайска, на безымянном ручье, притоке малой реки Михалевки, правом притоке реки Осётрик, высота центра деревни над уровнем моря — 176 м.

## Население
| 2002 | 2006 | 2010 |
| ---- | ---- | ---- |
| 9    | ↘6   | →6   |

## История
Малое Еськино впервые в исторических документах упоминается в списке прихода Апонитищинской церкви в 1763 году, как сельцо Ескино. В 1858 году в деревне числилось 32 двора, 163 жителя, в 1906 году — 34 двора и 370 жителей. В 1930 году был образован колхоз «Серп и Молот», с 1950 года в составе колхоза им. Хрущева, с 1961 года — совхоз им. Калинина.